# La Comédie du Livre
La Comédie du Livre est un festival français consacré au livre se déroulant chaque année depuis 1986 à Montpellier sur la place de la Comédie.
La Comédie du Livre est créée en 1986 par la Ville de Montpellier, à l’initiative de son maire Georges Frêche et de son adjointe à la lecture publique Josette Fenoy. Ceux-ci acceptent avec enthousiasme le projet que leur propose alors Mia Romero. Cette journaliste au Midi libre est également la fondatrice de la manifestation « Livre sur la place » à Nancy (1979). Avec La Comédie du Livre, elle souhaite « faire sortir les libraires de chez eux » et proposer au public montpelliérain un événement culturel autour du livre, en pleine rue. En 1987, lors de la deuxième édition, est créé le Prix Antigone.
À partir de 2024, le Grand Prix de l'Imaginaire est également décerné durant le festival,.

## Historique
En 1988 apparaît l'association loi de 1901 « La Comédie du Livre » qui deviendra quelques années après « La Comédie du Livre, Littérature, Bande dessinée ». Fortement soutenue par la Ville, plus tard rejoint par la Région Languedoc-Roussillon et le Centre National du Livre, l’association organise dès lors la manifestation et construit peu à peu une grande fête du livre de plein air, gratuite et dédiée à la littérature sous toutes ses formes. De nombreuses rencontres ont lieu, les associations de Montpellier sont activement associées lors de cafés littéraires qu’elles organisent.
Chaque librairie, grande ou petite, généraliste ou spécialisée, enrichit la manifestation par ses propositions, invitant des auteurs qui reflètent avant tout son identité propre et ses choix. Les éditeurs régionaux trouvent aussi leur place au cœur d’une programmation qui devient, année après année, de plus en plus dense et plurielle. Au cours des années 90 et 2000, la Comédie du Livre se hausse parmi les manifestations consacrées au livre les plus importantes de France, aux côtés de celles de Brive, Nancy ou Saint-Malo.
En 2010, la Ville de Montpellier et son maire Hélène Mandroux, avec l’accord des partenaires financiers et opérationnels de la manifestation, et en pleine concertation avec l’association, reprennent en charge l’organisation de la Comédie du Livre.
De nouveaux objectifs sont fixés : intensifier la programmation consacrée chaque année à une littérature étrangère, replacer la littérature et le rapport au texte et à la création au cœur des débats, multiplier par des partenariats avec le monde enseignant et universitaire les dispositifs de médiation adressés au jeune public. De nouveaux axes de programmation voient le jour : un éditeur national est invité chaque année à présenter autour de ses auteurs son catalogue et son histoire ; une carte blanche est confiée à un écrivain, afin qu’il permette au public de découvrir son univers littéraire et artistique.
En trois éditions – littératures de langue allemande 2011, littératures du Royaume-Uni 2012 et littératures contemporaines du Maghreb 2013 -, la Comédie du Livre a conquis de nouveaux publics, multiplié les partenariats innovants, acquis une place de choix parmi les manifestations littéraires en France : sa programmation littéraire prestigieuse, sa dimension humaine, conviviale et populaire, la place et le rôle qu’elle accorde aux librairies indépendantes font toute son originalité et lui ont permis de s’associer durablement au Monde des Livres et à France Culture.
En 2025, La Comédie du Livre fête ses 40 ans avec les Grandes Rencontres du 9 au 15 mai 2025 et le salon du livre du 16 au 18 mai. 330 écrivains, 60 éditeurs et 16 librairies sont présents. Parmi les écrivains présents, notons Kamel Daoud qui participe à l'ouverture du festival ainsi que David Foenkins et Christine Angot. C'est la première collaboration entre le festival et l'Opéra Comédie qui propose à l'écrivaine Maylis de Kerangal une carte blanche pour un spectacle littéraire et musical. 